# Сьвіщевські (герб)
Сьвіщевські (пол. Świszczewski, Świczewski, Świszczowski) — шляхетський герб, можливо, різновид герба Радван.

## Опис герба
Існують різні погляди на те, як виглядав герб Сьвіщевські.
Йозеф Шимаський, з посиланням на старі зображення, отримані від Папроцького і Окольського, дав такий опис:
У полі балки укладаються у подвійний тризуб.
Джерела XVI-го століття не зналиклейнод цього герба.
Каспер Несецький інтерпретував потрійні балки у вигляді потрійної колони, або як прапори у гербі Радван:
Czy to trzy kolumny spodem ze sobą powiązane, czy też chorągwie dwie, ale przewrócone być powinny, jedna pod drugą, w koronie zaś trzy pióra strusie.
Клейнод — три пера страуса.
Станіслав Чражанський видає тільки версію з двома хоругвами (золотими).
Тадейш Гайль, знаючи Uzupełnieniami do Księgi Herbowej Rodów Polskich і гербовник Сєбмахера, окремо класифікує версії з хоругвами і колонами. Версія з колонами в його гербовнику зветься Сьвіщевські, а із золотими прапорами та іншим клейнодом — золоте перо страуса між двома червоними — Сьвіщевські II.

## Історія
Найперша згадка про герб приходять від XVI століття — з Gniazda cnoty i Herbów rycerstwa polskiego Бартоша Папроцького і Orbis Poloni Шимона Окольського. Зник за Шиманським у XVI столітті.

## Рід
Герб був гербом власним і право на нього належав одному роду. Однак, оскільки прізвище записували по-різному, список мав перелік більший, ніж одне ім'я:
Сьвіщевські (Świszczewski, Świczawski, Świczewski, Świsczewski, Świszewski).